# Abierto Mexicano Telcel 2023
Giải quần vợt México Mở rộng 2023 (còn được biết đến với Abierto Mexicano Telcel presentado por HSBC vì lý do tài trợ) là một giải quần vợt chuyên nghiệp thi đấu trên mặt sân cứng ngoài trời. Đây là lần thứ 30 (nam) Giải quần vợt México Mở rộng được tổ chức, và là một phần của ATP Tour 2023. Giải đấu diễn ra ở Acapulco, Mexico từ ngày 27 tháng 2 đến ngày 4 tháng 3 năm 2023, tại Arena GNP Seguros.

## Điểm và tiền thưởng

### Phân phối điểm
| Sự kiện | VĐ  | CK  | BK  | TK | Vòng 1/16 | Vòng 1/32 | Q  | Q2 | Q1 |
| Đơn nam | 500 | 300 | 180 | 90 | 45        | 0         | 20 | 10 | 0  |
| Đôi nam | 500 | 300 | 180 | 90 | 0         | —         | —  | —  | —  |

### Tiền thưởng
| Sự kiện | VĐ       | CK       | BK       | TK      | Vòng 1/16 | Vòng 1/32 | Q2     | Q1     |
| Đơn     | $376,620 | $202,640 | $108,000 | $55,170 | $29,455   | $15,710   | $8,050 | $4,515 |
| Đôi*    | $123,710 | $65,980  | $33,380  | $16,690 | $8,640    | —         | —      | —      |

*mỗi đội

## Nội dung đơn

### Hạt giống
| Quốc gia | Tay vợt        | Xếp hạng1 | Hạt giống |
| -------- | -------------- | --------- | --------- |
| ESP      | Carlos Alcaraz | 2         | 1         |
| NOR      | Casper Ruud    | 4         | 2         |
| USA      | Taylor Fritz   | 7         | 3         |
| DEN      | Holger Rune    | 10        | 4         |
| GBR      | Cameron Norrie | 13        | 5         |
| USA      | Frances Tiafoe | 15        | 6         |
| USA      | Tommy Paul     | 21        | 7         |
| AUS      | Alex de Minaur | 23        | 8         |

- 1 Bảng xếp hạng vào ngày 20 tháng 2 năm 2023.[3]

### Vận động viên khác
Đặc cách:
- Feliciano López
- Rodrigo Pacheco Méndez[4]
- Ben Shelton

Vượt qua vòng loại:
- Guido Andreozzi
- Jacopo Berrettini
- Nick Chappell
- Taro Daniel

Thua cuộc may mắn:
- Luciano Darderi
- Elias Ymer

### Rút lui
- Carlos Alcaraz → thay thế bởi  Luciano Darderi
- Jenson Brooksby → thay thế bởi  Christopher Eubanks
- Richard Gasquet → thay thế bởi  Michael Mmoh
- Sebastian Korda → thay thế bởi  Mackenzie McDonald
- Cameron Norrie → thay thế bởi  Elias Ymer
- Reilly Opelka → thay thế bởi  Daniel Altmaier
- Stefanos Tsitsipas → thay thế bởi  Oscar Otte

## Nội dung đôi

### Hạt giống
| Quốc gia | Tay vợt              | Quốc gia | Tay vợt           | Xếp hạng1 | Hạt giống |
| -------- | -------------------- | -------- | ----------------- | --------- | --------- |
| NED      | Wesley Koolhof       | GBR      | Neal Skupski      | 4         | 1         |
| ESA      | Marcelo Arévalo      | NED      | Jean-Julien Rojer | 10        | 2         |
| GBR      | Jamie Murray         | NZL      | Michael Venus     | 47        | 3         |
| COL      | Juan Sebastián Cabal | COL      | Robert Farah      | 48        | 4         |

- 1 Bảng xếp hạng vào ngày 20 tháng 2 năm 2023.

### Vận động viên khác
Đặc cách:
- Jacopo Berrettini /  Matteo Berrettini
- Hans Hach Verdugo /  Miguel Ángel Reyes-Varela

Vượt qua vòng loại:
- Guido Andreozzi /  Guillermo Durán

### Rút lui
- Marcel Granollers /  Horacio Zeballos → thay thế bởi  William Blumberg /  Casper Ruud
- Sebastian Korda /  Mackenzie McDonald → thay thế bởi  Mackenzie McDonald /  Ben Shelton
- Feliciano López /  Stefanos Tsitsipas → thay thế bởi  André Göransson /  Ben McLachlan

## Nhà vô địch

### Đơn
- Alex de Minaur đánh bại  Tommy Paul, 3–6, 6–4, 6–1

### Đôi
- Alexander Erler /  Lucas Miedler đánh bại  Nathaniel Lammons /  Jackson Withrow, 7–6(11–9), 7–6(7–3)